# Синсэкай

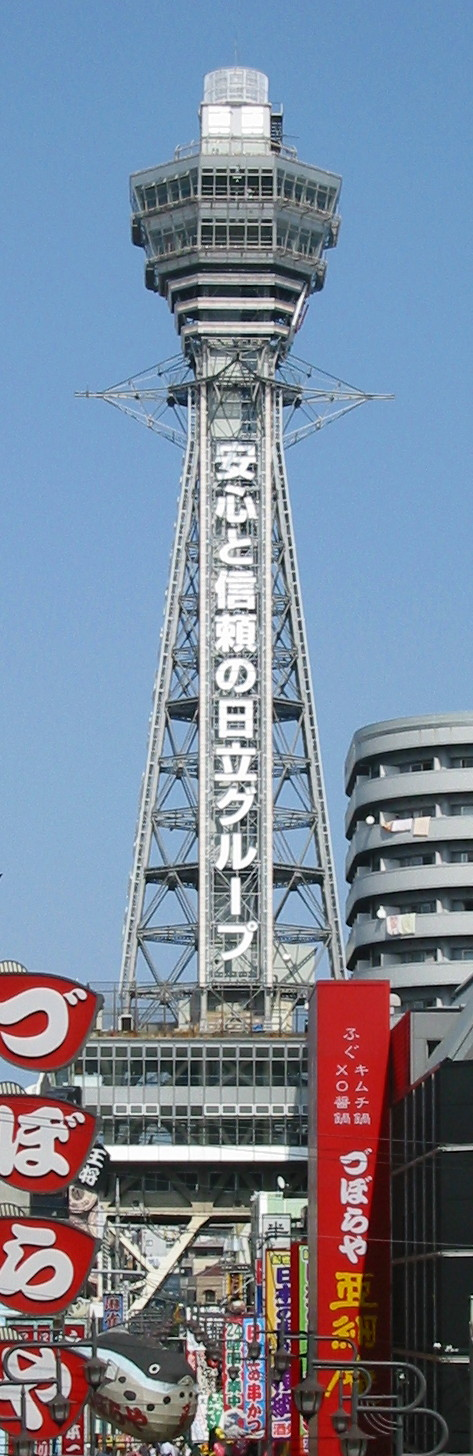
Южная сторона Цутэнкаку

Синсэкай (яп. 新世界, «новый мир») — район Осаки, расположенный на юге города рядом с районом Минами.

## История
В архитектурном отношении южная часть района Синсэкай вдохновлена Нью-Йорком, а северная — Парижем. Он открылся в 1912 году, в том же году начал работать парк развлечений, просуществовавший до 1923 года. В парке работал фуникулёр, соединяющийся с башней Цутэнкаку. Башню снесли в 1943 году. После Второй мировой войны Синсэкай подновили, но он стал одним из самых бедных районов Японии.

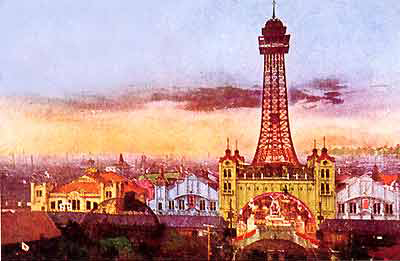
Первая башня Цутэнкаку и лунапарк, около 1912 года
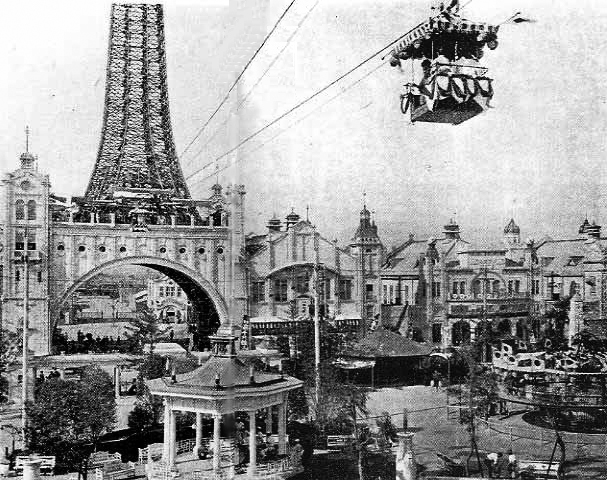
Фуникулёр, идущий к башне из парка развлечений. 1910-е годы

## Современность
Синсэкай находится рядом с районом Тэннодзи-ку, где расположен парк Тэннодзи; на востоке от него стоит Городской музей искусств Осаки.
По японским меркам Синсэкай — неспокойный район, как отмечено в путеводителе Lonely Planet Japan. Там живёт много бездомных, стекающихся в Осаку от стигмы в своих родных местах; работает много борделей, кафе с азартными играми, сёги и маджонгом, дешёвых магазинов одежды и салоны патинко. Несколько местных ресторанов предлагают деликатесы вроде фугу, но специализацией Синсэкай являются кусикацу, мясо и овощи на шпажках, жаренные во фритюре.
С вершины башни Цутэнкаку открывается панорамный вид на Осаку

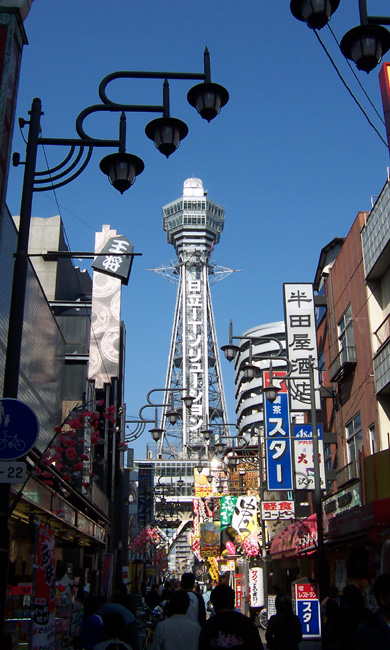
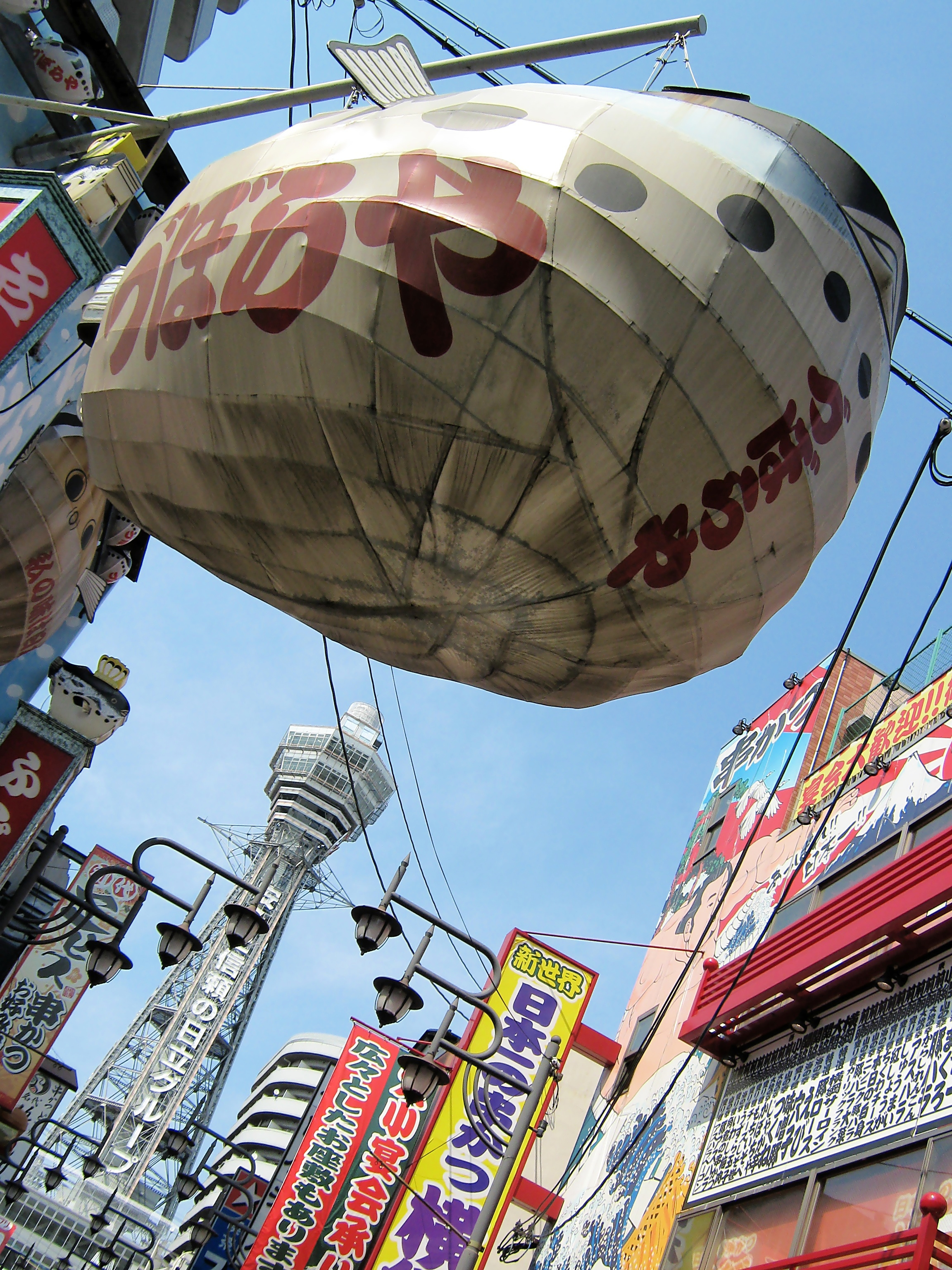
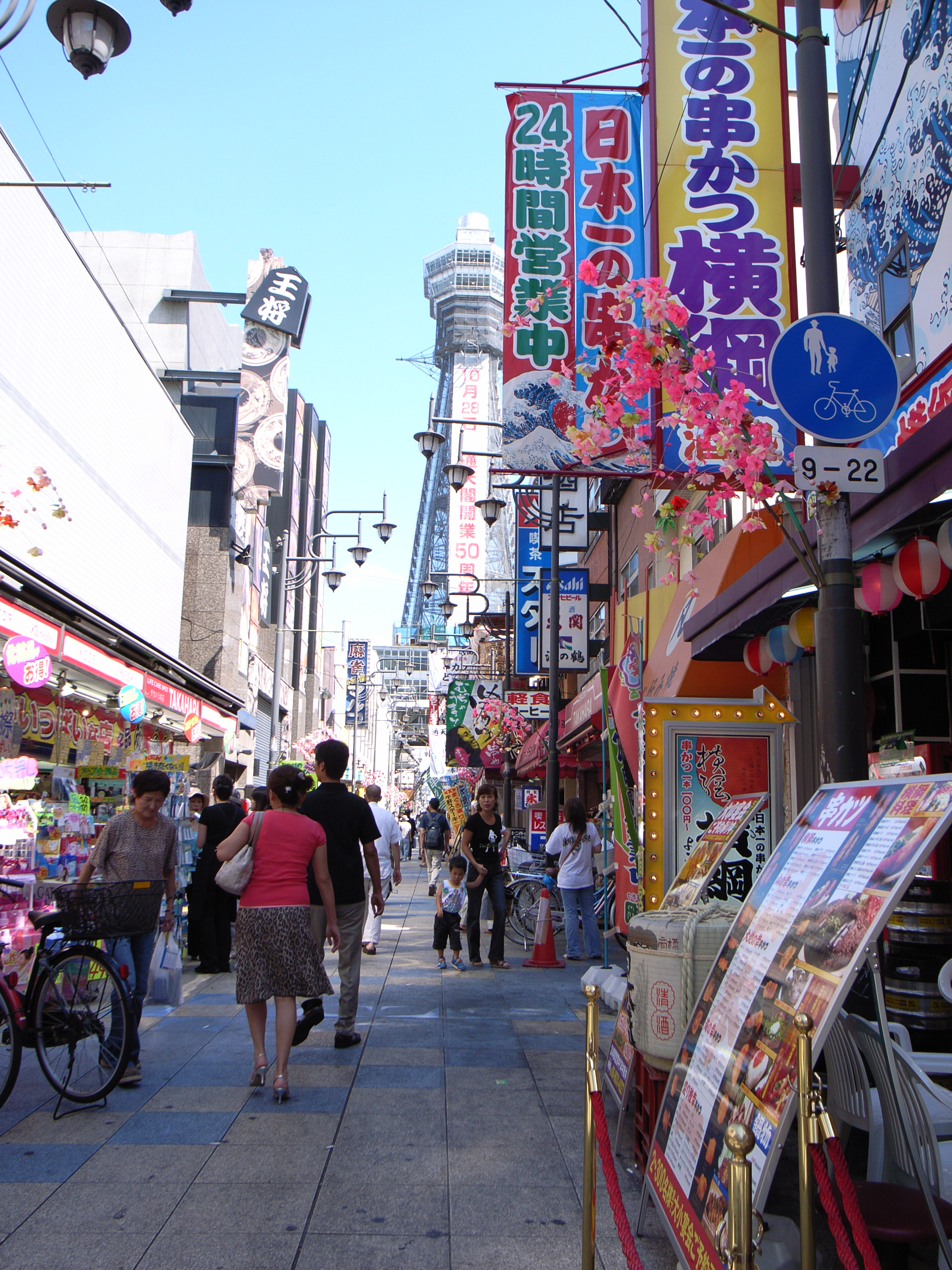